# Lucy Maud Montgomery
Lucy Montgomery (Clifton, 30 de noviembre de 1874-Toronto, 24 de abril de 1942)  también conocida como L. M. Montgomery fue una escritora canadiense, reconocida por la serie de novelas Ana de las tejas verdes y Emily la de la luna nueva. Publicó 20 novelas, 530 cuentos, 500 poemas y 30 ensayos. Ana de las Tejas Verdes fue un éxito inmediato; el personaje del título, la huérfana Ana Shirley, hizo famosa a Montgomery en vida y le proporcionó seguidores internacionales. La mayoría de las novelas estaban ambientadas en la Isla del Príncipe Eduardo, y esos lugares de la provincia más pequeña de Canadá se convirtieron en un hito literario y en un popular lugar turístico: la granja de Tejas Verdes, génesis del Parque Nacional de la Isla del Príncipe Eduardo.
La obra, los diarios y las cartas de Montgomery han sido leídos y estudiados por eruditos y lectores de todo el mundo. El Instituto L. M. Montgomery de la Universidad de la Isla del Príncipe Eduardo se encarga de la investigación académica de la vida, la obra, la cultura y la influencia de Montgomery.

## Biografía

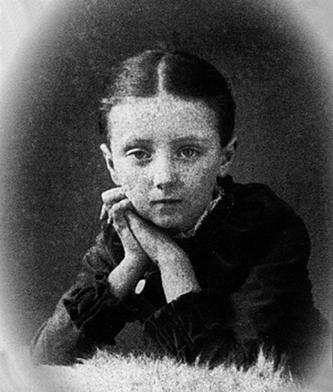
Lucy Maud Montgomery, 1884 (a los 10 años)

Montgomery nació en New London, Isla del Príncipe Eduardo (Canadá), el 30 de noviembre de 1874. ¡Su madre, Clara Woolner (de soltera Macneill)(1853-1876), murió de tuberculosis cuando Maud tenía 21 meses. Afligido, su padre, Hugh John Montgomery (1841-1900), puso a Maud bajo la custodia de sus abuelos maternos, aunque él permaneció en los alrededores. Cuando Maud tenía siete años, su padre se trasladó a Prince Albert, Territorios del Noroeste (actualmente Prince Albert, Saskatchewan). Desde entonces, Maud fue criada por sus abuelos, Alexander Marquis Macneill y Lucy Woolner Macneill, en la comunidad de Cavendish, Isla del Príncipe Eduardo.
Los primeros años de la vida de Montgomery en Cavendish fueron muy solitarios. A pesar de tener parientes cerca, pasó gran parte de su infancia sola. Creó amigos y mundos imaginarios para sobrellevar su soledad, y Montgomery atribuyó a esta época de su vida el desarrollo de su creatividad. En 1887, a los 13 años, Montgomery escribió en su diario que tenía "sueños tempranos de fama futura". Presentó un poema para su publicación y escribió: "Me veía a mí misma como la maravilla de mis compañeros de escuela, una pequeña celebridad local". Tras el rechazo, Montgomery escribió: «Lágrimas de decepción brotarían a pesar mío, mientras me arrastraba para esconder el pobre manuscrito arrugado en las profundidades de mi baúl». Más tarde escribió: «En el fondo, bajo todo el desaliento y el desplante, sabía que algún día llegaría".
Tras completar su educación en Cavendish, Montgomery pasó un año (1890) en Prince Albert con su padre y su madrastra, Mary Ann McRae (1863-1910), con la que se había casado en 1887. Durante su estancia en Prince Albert, la primera obra de Montgomery, un poema titulado «On Cape LeForce», se publicó en el periódico de Charlottetown The Daily Patriot. El regreso de Montgomery a Cavendish fue un gran alivio para ella. Su estancia en Prince Albert fue infeliz, ya que no se llevaba bien con su madrastra. Según Montgomery, el matrimonio de su padre no fue feliz.
En 1893, Montgomery asistió al Prince of Wales College de Charlottetown para obtener su certificado de maestra. Montgomery completó el programa de enseñanza de dos años en Charlottetown en un año. En 1895 y 1896, estudió literatura en la Universidad de Dalhousie en Halifax, Nueva Escocia.
Al dejar Dalhousie, Montgomery trabajó como profesora en varias escuelas de la Isla del Príncipe Eduardo. Aunque no le gustaba la enseñanza, le dejaba tiempo para escribir. A partir de 1897, publicó sus cuentos en revistas y periódicos. Escritora prolífica, Montgomery publicó más de 100 relatos entre 1897 y 1907.
Durante sus años de docencia, Montgomery tuvo numerosos intereses amorosos. Como joven muy a la moda, tenía «un aspecto delgado y atractivo» y atrajo la atención de varios jóvenes. En 1898, Montgomery regresó a Cavendish para vivir con su abuela viuda. Durante un periodo de nueve meses, entre 1901 y 1902, trabajó en Halifax como correctora suplente para los periódicos Morning Chronicle y The Daily Echo. Montgomery se inspiró para escribir sus primeros libros durante esta época. Hasta la muerte de su abuela en marzo de 1911, Montgomery se quedó en Cavendish para cuidar de ella. Esto coincidió con un periodo de ingresos considerables gracias a sus publicaciones.
En 1908 publicó su primer libro, Ana de las Tejas Verdes. Tres años después, poco después de la muerte de su abuela, se casó con Ewan McDonald (1870-1943), un ministro presbiteriano, y se mudó a Ontario, donde él tomó el cargo de ministro de la Iglesia Presbiteriana de San Pablo en Leaskdale (actualmente llamado Uxbridge Township), a su vez afiliada con la congregación cercana de Céfiro. 
La pareja tuvo tres hijos: Chester Cameron MacDonald (1912-1964), (Ewan) Stuart McDonald (1915-1982) y Hugh Alexander, quien murió al nacer en 1914. 
Escribió sus siguientes once libros en la casa pastoral de Leaskdale. La estructura fue posteriormente vendida por la congregación y es ahora el Museo de la Casa Pastoral Lucy Maud Montgomery. Montgomery atravesó varios periodos de depresión mientras intentaba hacer frente a los deberes de la maternidad y la vida eclesiástica y a los ataques de melancolía religiosa de su marido (trastorno depresivo mayor endógeno) y al deterioro de su salud. En 1918, Montgomery se vio afectada y casi muerta por la pandemia de gripe española de 1918, que mató a entre 50 y 100 millones de personas en todo el mundo en 1918-1919, pasando diez días postrada en cama a causa de la gripe española.
En 1926 la familia se mudó a Norval Presbyterian Charge, hoy Halton Hills (Ontario), desde donde se puede apreciar hoy el Jardín Memorial Lucy Maud Montgomery desde la Autopista N.º 7.
En su diario del 1 de diciembre de 1918, Montgomery escribió tras una visita a Toronto en noviembre: «En Toronto comenzaba entonces a cundir el pánico por el brote de la terrible “gripe española”. Los mostradores de medicamentos estaban asediados de gente frenética en busca de remedios y salvaguardias».
En el último año de su vida, Montgomery terminó lo que pretendía ser un noveno libro protagonizado por Ana, titulado Se cita a los Blythes. Incluía quince relatos cortos (muchos de ellos publicados anteriormente) que revisó para incluir a Ana y a su familia como personajes periféricos; cuarenta y un poemas (la mayoría publicados anteriormente) que atribuyó a Ana y a su hijo Walter, que murió como soldado en la Gran Guerra; y viñetas en las que los miembros de la familia Blythe comentaban los poemas. El libro fue entregado al editor de Montgomery el día de su muerte, pero por razones inexplicables, el editor declinó publicarlo en ese momento. Benjamin Lefebvre, estudioso de Montgomery, especula con la posibilidad de que el tono oscuro del libro y su mensaje antibelicista desaconsejaran su publicación en plena Segunda Guerra Mundial.

## Muerte
El 24 de abril de 1942, Montgomery fue encontrada muerta en su cama de su casa de Toronto. La causa principal de la muerte registrada en su certificado de defunción fue trombosis coronaria. Sin embargo, en septiembre de 2008, su nieta, Kate Macdonald Butler, reveló que Montgomery sufría de depresión—posiblemente como resultado de cuidar a su marido enfermo mental durante décadas—y podría haber acabado con su vida a través de una sobredosis de barbitúricos.
Montgomery fue enterrada en el Cementerio Comunitario de Cavendish, en Cavendish, tras su velatorio en la granja Green Gables y su funeral en la Iglesia Unida de Cavendish (antigua Iglesia Presbiteriana de Cavendish).
A lo largo de su vida, Montgomery publicó veinte novelas, más de 500 relatos cortos, una autobiografía y un libro de poesía. Consciente de su fama, hacia 1920 Montgomery comenzó a editar y recopilar sus diarios, presentando su vida tal y como ella quería que fuera recordada. Al hacerlo, algunos episodios fueron cambiados u omitidos.
Sus grandes colecciones están archivadas en la Universidad de Guelph, mientras que el Instituto L. M. Montgomery en la Universidad Isla Príncipe Eduardo coordina la mayoría de las investigaciones y conferencias sobre su obra. Al principio de 1980, sus diarios completos editados por Mary Rubio y Elizabeth Waterson, fueron publicados por Oxford University Press. De 1988 a 1995, Rea Wilmshurst editó historias cortas publicadas por Montgomery.

## Premios y reconocimientos
El 3 de junio de 1935, el rey Jorge V nombró a Montgomery Oficial de la Orden del Imperio Británico (OBE), y el 8 de septiembre de 1935, en el Rideau Hall de Ottawa, se celebró la ceremonia de investidura en la Orden. Como Oficial de la Orden del Imperio Británico, Montgomery recibió una insignia y una cinta especiales, que sólo podía llevar en público en presencia del Rey o de uno de sus representantes, como el Gobernador General de Canadá.
En 1943, el gobierno federal canadiense nombró a Montgomery Personaje Histórico Nacional. Su residencia de Ontario fue designada Sitio Histórico Nacional en 1997 (Leaskdale Manse), mientras que el lugar que inspiró sus famosas novelas, Tejas Verdes, fue reconocido formalmente como «Sitio Histórico Nacional Cavendish de L. M. Montgomery» en 2004.
El 15 de mayo de 1975, el Departamento de Correos de Canada emitió un sello a «Lucy Maud Montgomery, Ana de las Tejas Verdes» diseñado por Peter Swan y tipografiado por Bernard N. J. Reilander. 

## Disputas sobre los derechos de propiedad intelectual
Ha habido múltiples adaptaciones de la obra de Montgomery.  El productor de televisión Kevin Sullivan negoció permisos con los herederos de Montgomery antes de producir la popular miniserie de 1985 Anne of Green Gables, y varias secuelas, sólo para tener múltiples disputas legales con ellos. En 1999 Sullivan y sus socios anunciaron planes para hacer de Sullivan Entertainment una empresa que cotizara en bolsa. En su prospecto describían las obras basadas en las novelas de Montgomery como rentables.  Los herederos de Montgomery le demandaron, alegando que no les había pagado la parte de los derechos de autor que les correspondía por contrato y que las películas no habían dado beneficios. Sin embargo, en 2006 se llegó a un acuerdo entre Sullivan, los herederos de Montgomery y la Autoridad de Licencias de Ana de las Tejas Verdes (AGGLA) para resolver los desacuerdos pendientes.

## Obras

### Novelas
- 1908 - Ana de las Tejas Verdes (Anne of Green Gables)
- 1909 - Ana, la de Avonlea (Anne of Avonlea) (secuela de Ana de las Tejas Verdes)
- 1910 - Kilmeny, el huerto
- 1911 - La Niña de los Cuentos
- 1913 - El Camino Dorado (secuela de La Niña de los Cuentos)
- 1915 - Ana, la de la Isla (secuela de Ana, la de Avonlea)
- 1915 - Ana, la de Ingleside (secuela de Ana y la Casa de sus sueños)
- 1916 - Ana, la de Alamos Ventosos (secuela de Ana, la de la Isla)
- 1917 - Ana y la Casa de sus Sueños (secuela de Ana, la de Álamos Ventosos)
- 1919 - El valle del Arco Iris (secuela de Ana, la de Ingleside)
- 1921 - Rilla, la de Ingleside (secuela de El valle del Arco Iris)
- 1923 - Emily, la de Luna Nueva
- 1925 - Emily, lejos de casa (secuela de Emily, la de Luna Nueva)
- 1926 - El Castillo Azul
- 1927 - Emily triunfa (secuela de Emily, lejos de casa)
- 1929 - Magia para Marigold
- 1931 - Una Red Enmarañada
- 1932 - Pat de Silver Bush
- 1935 - La Señora Pat (secuela de Pat de Silver Bush)
- 1937 - Jane de Lantern Hill

### Colecciones de historias cortas
- 1912 - Chronicles of Avonlea
- 1920 - Further Chronicles of Avonlea
- 1974 - El Camino del Ayer
- 1979 - La preferida del Doctor
- 1988 - Akin to Anne: Tales of Other Orphans
- 1989 - Along the Shore: Tales by the Sea
- 1990 - Among the Shadows: Tales from the Darker Side
- 1991 - After Many Days: Tales of Time Passed
- 1993 - Against the Odds: Tales of Achievement
- 1994 - At the Altar: Matrimonial Tales
- 1995 - Across the Miles: Tales of Correspondence
- 1995 - Christmas with Anne and Other Holiday Stories

### Poesía
- 1916 - The Watchman & Other Poems
- 1887 - The Poetry of Lucy Maud Montgomery

### No-ficción
- 1934 - Courageous Women (con Marian Keith y Mabel Burns McKinley)

### Autobiografía
- 1917 - The Alpine Path: The Story of My Career